# Liste der Fahnenträger der syrischen Mannschaften bei Olympischen Spielen
Die Liste der Fahnenträger der syrischen Mannschaften bei Olympischen Spielen listet chronologisch alle Fahnenträger syrischer Mannschaften bei den Eröffnungsfeiern Olympischer Spiele auf.

## Liste der Fahnenträger
| Mannschaft             | Veranstaltung | Fahnenträger (EF)             | Fahnenträger (AF)               |
| ---------------------- | ------------- | ----------------------------- | ------------------------------- |
| 1948 in London         | Sommerspiele  |                               |                                 |
| 1968 in Mexiko-Stadt   | Sommerspiele  |                               |                                 |
| 1972 in München        | Sommerspiele  | Mounzer Khatib                |                                 |
| 1980 in Moskau         | Sommerspiele  |                               |                                 |
| 1984 in Los Angeles    | Sommerspiele  | Joseph Atiyeh                 |                                 |
| 1988 in Seoul          | Sommerspiele  | Hafez El-Hussein              |                                 |
| 1992 in Barcelona      | Sommerspiele  |                               |                                 |
| 1996 in Atlanta        | Sommerspiele  | Ghada Shouaa                  |                                 |
| 2000 in Sydney         | Sommerspiele  | Moutasem Ghotok (Offizieller) |                                 |
| 2004 in Athen          | Sommerspiele  | Mohammad Hazzory              | Naser al-Shami                  |
| 2008 in Peking         | Sommerspiele  | Ahed Joughili                 | Kenan Zaheraldeen (Offizieller) |
| 2012 in London         | Sommerspiele  | Majd Eddin Ghazal             | Majd Eddin Ghazal               |
| 2016 in Rio de Janeiro | Sommerspiele  | Majd Eddin Ghazal             | Ghofrane Mohamed                |
| 2020 in Tokio          | Sommerspiele  | Hend Zaza                     | Volunteer                       |
| 2020 in Tokio          | Sommerspiele  | Ahmad Hamcho                  | Volunteer                       |
| 2024 in Paris          | Sommerspiele  | Alisar Youssef                | Volunteer                       |
| 2024 in Paris          | Sommerspiele  | Amre Hamcho                   | Volunteer                       |

Anmerkung: (EF) = Eröffnungsfeier, (AF) = Abschlussfeier

## Statistik
| Rang    | Sportart       | EF | AF | ∑  |
| ------- | -------------- | -- | -- | -- |
| 1       | Leichtathletik | 6  | 2  | 8  |
| 2       | Reiten         | 2  | 0  | 2  |
| 2       | Offizieller    | 1  | 1  | 2  |
| 2       | Volunteer      | 0  | 2  | 2  |
| 5       | Boxen          | 0  | 1  | 1  |
| 5       | Gewichtheben   | 1  | 0  | 1  |
| 5       | Ringen         | 1  | 0  | 1  |
| 5       | Schießen       | 1  | 0  | 1  |
| 5       | Tischtennis    | 1  | 0  | 1  |
| Gesamt: | Gesamt:        | 13 | 6  | 19 |

| Rang                   | Sportart | EF | AF | ∑ |
| ---------------------- | -------- | -- | -- | - |
| bisher keine Teilnahme |          |    |    |   |
| Gesamt:                | Gesamt:  | 0  | 0  | 0 |

| Rang    | Sportart       | EF | AF | ∑  |
| ------- | -------------- | -- | -- | -- |
| 1       | Leichtathletik | 6  | 2  | 8  |
| 2       | Reiten         | 2  | 0  | 2  |
| 2       | Offizieller    | 1  | 1  | 2  |
| 2       | Volunteer      | 0  | 2  | 2  |
| 5       | Boxen          | 0  | 1  | 1  |
| 5       | Gewichtheben   | 1  | 0  | 1  |
| 5       | Ringen         | 1  | 0  | 1  |
| 5       | Schießen       | 1  | 0  | 1  |
| 5       | Tischtennis    | 1  | 0  | 1  |
| Gesamt: | Gesamt:        | 13 | 6  | 19 |